# Kärnbo kyrkoruin

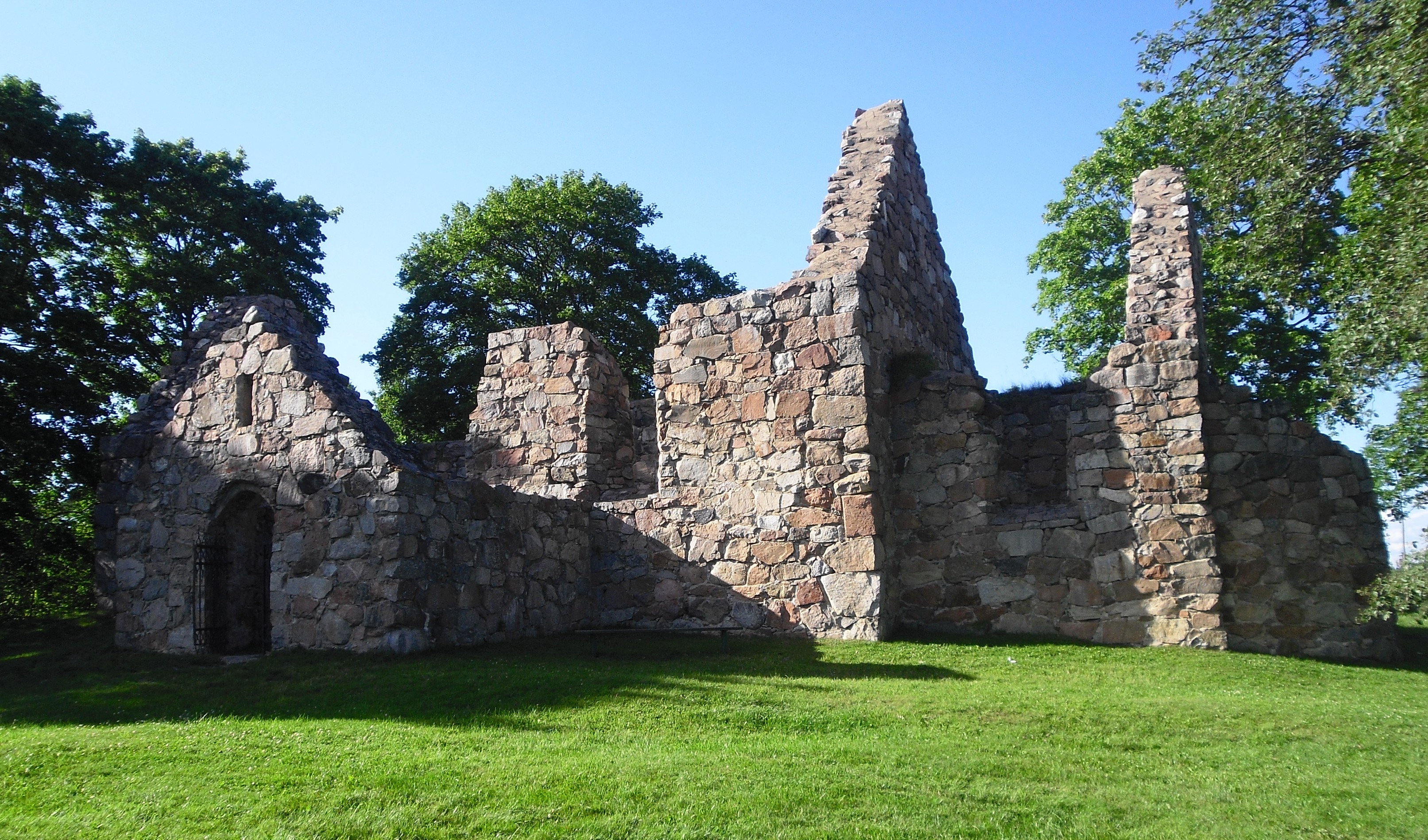
Kärnbo kyrkoruin i juli 2009.

Kärnbo kyrkoruin är en ruin av den tidigare sockenkyrkan i Kärnbo socken i Södermanland. Ruinen ligger väster om den gamla stadskärnan i Mariefred, på en höjd norr om Gripsholms kungsladugård där tidigare Grafikens hus hade sina lokaler.
Kärnbo kyrkoruins murar är uppförda av gråsten. Den har haft formen av en romansk absidkyrka och uppfördes till stora delar under 1100-talets senare del. Under senmedeltiden byggdes kyrkan ut åt väster. Då fick kyrkan även ett vapenhus. 

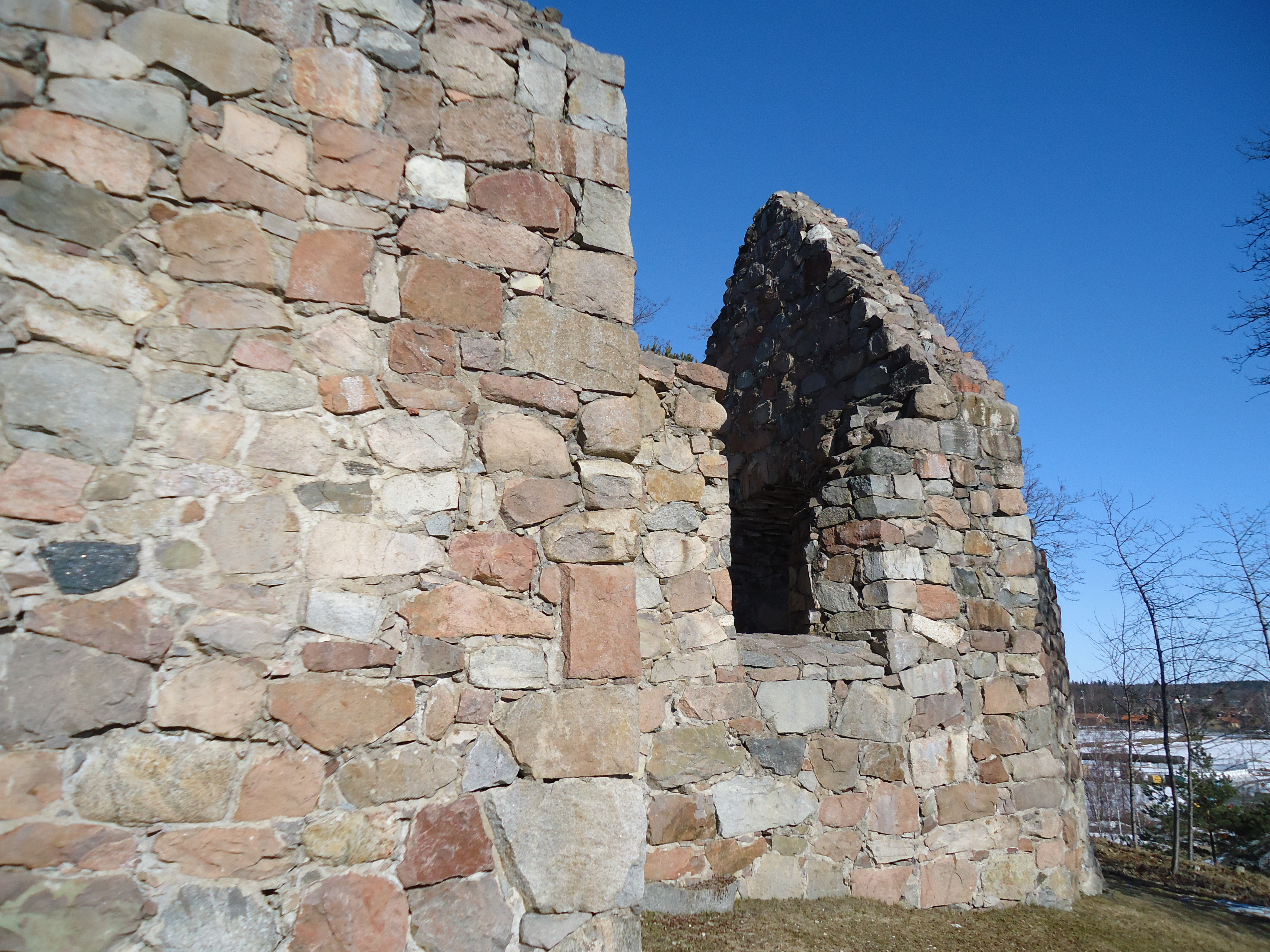
Kärnbo kyrkoruin i annan vy.

Under delar av 1500-talet hade riksföreståndaren Sten Sture den äldre sin gravplats i kyrkan. När han dog placerades hans kista först i Mariefreds klosterkyrka. Då klostret några år senare avvecklades flyttades kistan till Kärnbo kyrka. År 1576 flyttades den igen, då till Strängnäs domkyrka.
Sedan Mariefred fått stadsrättigheter i början av 1600-talet byggdes en ny kyrka inne i staden, några hundra meter öster om Kärnbo kyrka. Mariefreds kyrka stod klar 1624 och kom att fungera som gudstjänsthus för både staden och den omkringliggande socknen. Kärnbo kyrka övergavs därmed och började förfalla, men efter en brand i Mariefreds kyrka år 1682 kom Kärnbo kyrka åter att fungera som gudstjänstkyrka under några år, innan den på nytt lämnades att förfalla. År 1758 var taken så dåliga att inventarierna flyttades för att de inte skulle komma till skada. Delar av inredningen, bland annat ett altarskåp tillverkat omkring år 1500 i Antwerpen, såldes till Ytterenhörna kyrka tillsammans med predikstolen, bänkarna och läktaren. Ett krucifix från Kärnbo kyrka finns i Mariefreds kyrka.
I en av kyrkoväggarna i ingången sitter en runsten inmurad. Den har beteckning Sö 177 och har sannolikt rests på en närliggande plats mot slutet av vikingatiden, för att sedan muras in i kyrkan när den uppfördes mot slutet av 1100-talet.

## Bildgalleri
Innan restaureringen på 1920-talet dokumenterade Amadeus Bianchini ruinen.
